# زرنوگراد
شهر زرنوگراد (به روسی: Зерноград) در کشور روسیه و در اوبلاست روستوف واقع شده‌است.